# سكلوب برتقالي
سكلوب برتقالي (الاسم العلمي: Cyclops aurantius) هو نوع من المفصليات يتبع جنس السكلوب من الفصيلة السكلوبية.